# Майенбург, Рут фон
Рут фон Майенбург (нем. Ruth von Mayenburg; 1 июля 1907, Србице — 26 июня 1993, Вена) — австрийская писательница и журналистка, деятель Коммунистической партии Австрии, советская разведчица. Из дворян. Известна под прозвищем «Красная графиня».

## Биография

### Происхождение
Родилась 1 июля 1907 в городе Србице (ныне Чехия) в семье аристократа и владельца шахт Макса Хейнсиуса фон Майенбурга. Младшая дочь в семье. Детство провела в городе Теплиц-Шонау (ныне Теплице). Дядя — Оттомар Хейнсиус фон Майенбург, фармацевт и изобретатель зубной пасты «Chlorodont».

### Молодость
С ранних лет фон Майенбург стала интересоваться политикой. Изучала архитектуру в Дрезденской высшей технической школе в 1929—1930 годах. Затем училась в Высшей школе мировой торговли в Вене. Жила в австрийской столице с 1930 года с подругой матери, баронессой Неткой Латшер-Лауэндорф, чьим избранником был Теодор Кёрнер, будущий австрийский президент. С 1932 года Рут является членом социал-демократической партии Австрии и членом Социалистического молодёжного фронта. Латшер-Лауэндорф и Кёрнер помогли фон Майенбург попасть в круг социалистов, где лучшими друзьями её стали Элиас Канетти и Эрнст Фишер, редактор газеты Arbeiter-Zeitung (последний стал её мужем).

### Бегство из Австрии
В 1934 году в Австрии произошло восстание рабочих, состоявших в Республиканском шуцбунде, которые выступали против насильственной фашизации страны Энгельбертом Дольфусом. Восстание было подавлено, несмотря на гибель Дольфуса от руки эсэсовского боевика, а социал-демократическая партия рухнула. Многие из бывших социал-демократов бежали за границу, а кто-то вступил в Коммунистическую партию. В числе последних оказались Эрнст Фишер и его жена. После того, как режим австрофашизма закрепился окончательно в стране, Фишер с женой бежали сначала в Чехословакию, где Эрнст стал работать в пресс-службе Коминтерна. Фон Майенбург была вскоре объявлена вне закона за подпольную коммунистическую деятельность и вынуждена была уехать в СССР.

### В СССР
В Москве Рут приняла участие в параде шюцбундовцев, а вскоре была завербована и в Разведывательное управление РККА, получив псевдоним «Лена». С 1934 по 1938 годы она выполняла ряд сложных и опасных заданий: очень много она путешествовала по Германии. За 4 года она дослужилась сначала до звания майора, а потом и до звания полковника, что считалось удивительным в то время. Ей приходилось восстанавливать связи с коммунистическим подпольем и собирать информацию, но главным её достижением стало внедрение в ряды оппозиционно настроенных кругов вермахта и военного министерства. Рут была знакома с семьёй фон Хаммерштейн-Экворд: лично с генералом Эдуардом фон Хаммерштейн-Эквордом, одним из лидеров оппозиции и будущим руководителем антигитлеровского офицерского заговора, его дочерью Хельгой, информатором Коммунистической партии Германии, и ещё двумя сыновьями Эдуарда. Рут получила большую информацию о развёртывании вермахта на ближайшие три года, обороноспособности Германии, планах и темпах перевооружения сил вермахта, военном сотрудничестве Германии с Италией и секретных разработках. Во время одного из заданий она даже встретила Лиона Фейхтвангера в поезде. Лично Климент Ворошилов благодарил «Красную графиню» за оказанную помощь СССР.
После начала «ежовщины» Рут вынуждена была покинуть разведку и продолжила работу в Коминтерне, проживая по документам на имя «Рут Виден» (её муж Эрнст Фишер имел паспорт на имя «Питер Виден») в московской гостинице «Люкс» в комнате № 271 вместе со многими деятелями коммунизма, в числе которых были такие люди, как Хо Ши Мин и Чжоу Эньлай. Позднее свои впечатления она описала в книге «Отель „Люкс“». Считается, что она была свидетельницей самоубийства финна Тойво Антикайнена, которого якобы пыталось арестовать НКВД. После начала Великой Отечественной войны она стала работать референтом отдела печати Исполкома Коминтерна и диктором радиостанции на немецком языке, а после роспуска Коминтерна была направлена в Главное политическое управление Красной Армии. Руководила с осени 1943 года фронтовой пропагандистской группой на Белорусском фронте, а с января 1944 года стала уполномоченной по работе среди австрийских военнопленных. В конце войны она стала работать в Институте № 99 при отделе международной информации ЦК ВКП(б).

### Возвращение в Австрию
В июле 1945 года Рут фон Майенбург и Эрнст Фишер вернулись на родину. Фишер продолжил работать в Коминтерне, где Рут стала секретарём австрийско-советского общества. По её сценарию на Венской киностудии был снят фильм Вилли Форста «Венские девушки» (нем. Wiener Mädeln). Вскоре она развелась с Фишером, а в 1966 году покинула Коммунистическую партию Австрии и занялась написанием мемуаров. В своей книге «Отель „Люкс“», увидевшей свет в 1978 году, она рассказала о пяти годах проживания в московской гостинице, а также описала все уникальные события и интересные факты о гостинице. Также она стала автором книги «Голубая кровь и красные знамёна» (нем. Blaues Blut und rote Fahnen), в которой критиковала многих бывших однопартийцев.
Скончалась 26 июня 1993 в Вене.

### Личная жизнь
В возрасте 13 лет фон Майенбург была помолвлена с аристократом Ханси фон Хердером на свадьбе своей сестры Фели. Фон Хердер вскоре стал лидером штурмовиков СА и был убит в Ночь длинных ножей. В возрасте 23 лет начала встречаться с Александром-Эдцардом фон Ассебург-Найндорфом, однако вскоре рассталась с ним и увлеклась Куртом фон Хаммерштейн-Эквордом, генералом фрайкора. В 1932 году вышла замуж за Эрнста Фишера. Развелась с Фишером в 1954 году, второй раз замуж выходила за Курта Димана Дихтля, журналиста-консерватора.

## Книги фон Майенбург
- Blaues Blut und rote Fahnen. Revolutionäres Frauenleben zwischen Wien, Berlin und Moskau. 1969. ISBN 3900478724 (Promedia Verlag 1993)
- Hotel Lux. Bertelsmann Verlag (1978) ISBN 3570022714
- Hotel Lux. Das Absteigequartier der Weltrevolution. 1979. ISBN 3492113559 (Piper Verlag GmbH 1991)
- Hotel Lux — die Menschenfalle. Elisabeth Sandmann Verlag GmbH 2011. ISBN 3938045604

### Русскоязычная
- Колпакиди А. И. ГРУ в Великой Отечественной войне. — М.: Яуза, Эксмо, 2010. — 608 с. — (ГРУ). — 3000 экз. — ISBN 978-5-699-41251-8.
- А.Б.Мартиросян. Заговор маршалов. Британская разведка против СССР. — М.: Вече, 2003. — 448 с.
- В.Г.Павлов. Женское лицо разведки. — М.: ОЛМА-ПРЕСС Образование, 2003. — С. 363. — 383 с.

### Иноязычная
- Hans Magnus Enzensberger: Hammerstein oder der Eigensinn. Eine deutsche Geschichte. Frankfurt am Main: Suhrkamp 2008. ISBN 978-3-518-41960-1